# Challengerexpeditionen

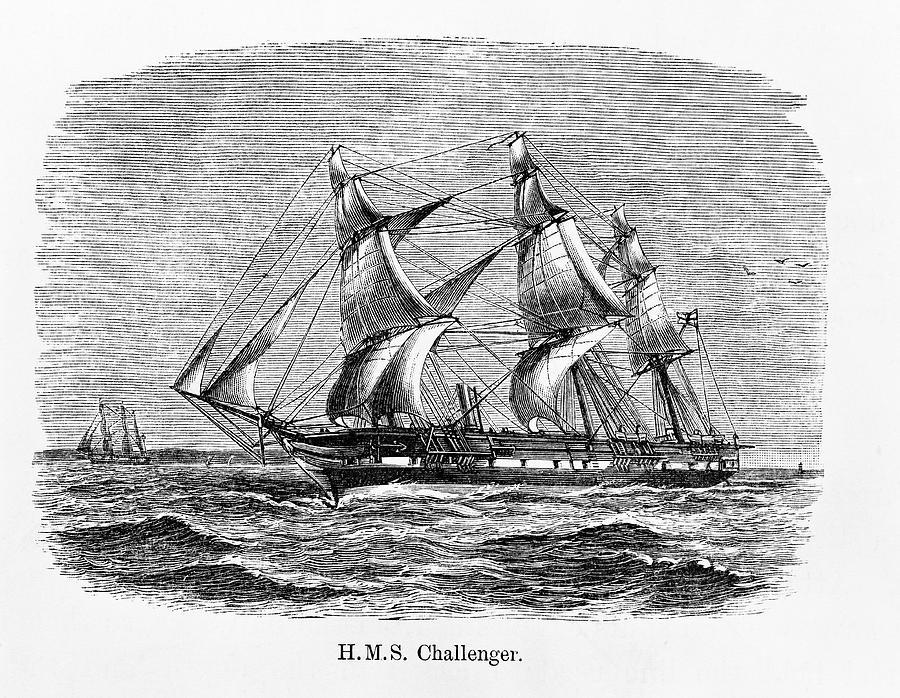
HMS Challenger 1874.

Challengerexpeditionen var en vetenskaplig expedition som utfördes 1872–1876, vilken lade grunden för oceanografin. 
Expeditionen leddes av skotten Charles Wyville Thomson, och Royal Society hade förmått Royal Navy att låta honom använda deras skepp HMS Challenger. Skeppet utrustades under åren 1870–1872 med kemiska och naturvetenskapliga laboratorium.
Skeppet avseglade från Portsmouth, England, 21 december 1872, under kapten George Nares. Wyville Thomson bestämde själv färden, och skeppet reste ungefär 68 890 nautiska mil (cirka 127 580 km) under åren. Resultaten publicerades i Report Of The Scientific Results of the Exploring Voyage of H.M.S. Challenger during the years 1873–76, vilken, tillsammans med andra upptäckter, redovisade och katalogiserade 4717 dittills okända djurarter. John Murray, som översåg publikationen, beskrev rapporten som ”det största framsteget för vetenskapen på vår planet sedan de hyllade upptäckterna från 1400- och 1500-talen.” 
HMS Challengers resa avslutades när skeppet återvände till Spithead, Hampshire den 24 maj 1876 efter att ha tillbringat 713 dagar till havs.
Challengerdjupet och rymdfärjan Challenger har uppkallats efter HMS Challenger.